# Ingeborg Maschmann
Ingeborg Maschmann (* 9. März 1921 in Hamburg; † 2. Januar 2023 in Lüneburg) war eine deutsche Schulpädagogin und Hochschullehrerin an der Leuphana Universität Lüneburg. 

## Leben

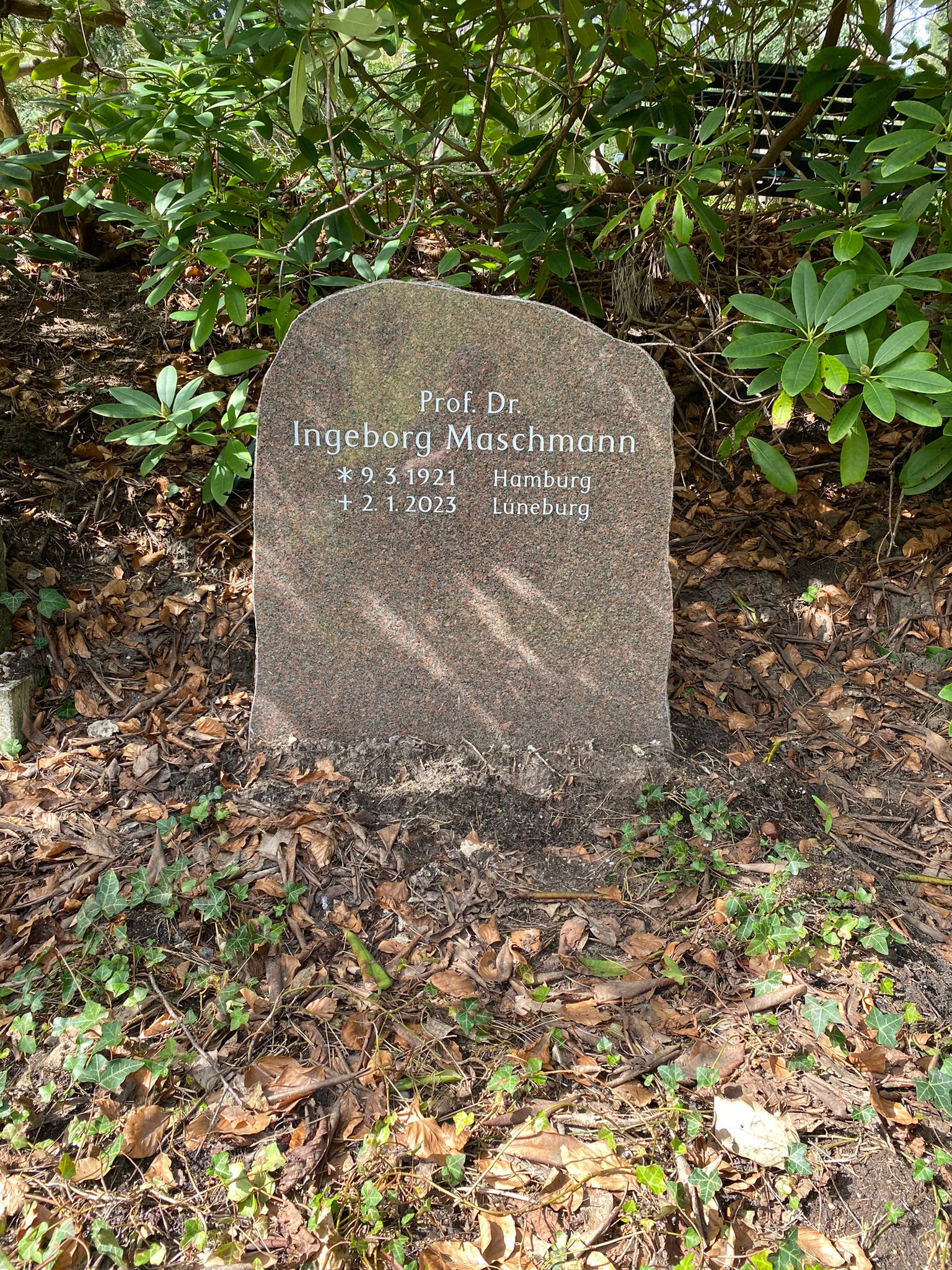
Grabstätte auf dem Friedhof Heerstraße

Nach dem Abitur am reformpädagogisch orientierten Walddörfer-Gymnasium Hamburg studierte Maschmann von 1940 bis 1944 Geschichte, Germanistik, Philosophie, Anglistik in Hamburg, Marburg und Freiburg und wirkte von 1944 bis 1950 in Jena bei dem Reformpädagogen Peter Petersen an dessen Universitätsschule. Nach Hein Retters Angaben war sie wie Petersen Mitglied der NSDAP und wurde deswegen nach 1945 kurzzeitig entlassen. An der Universität Jena promovierte sie 1947 und erlebte die Diffamierung Petersens im Februar 1949 durch die SED-Macht, voran Georg Schneider, als sie das Protokoll einer Sitzung der SED-Dozentenfraktion mit der Entscheidung über Petersens Absetzung führte (Abdruck in Lebensreise, 2010, S. 373). Sie hielt Kontakt zu dessen Anhängern in Norddeutschland und wurde 1950 an die Pädagogische Hochschule Lüneburg berufen, wo es bereits eine Gruppe von Anhängern Petersens gab. In späterer Zeit konfrontiert mit dessen nationalsozialistischen Zitaten, z. B. von Benjamin Ortmeyer, distanzierte sie sich, ohne das Werk als solches infragezustellen. 1986 trat sie in den Ruhestand.
Sie wurde zur ersten Ehrenbürgerin der Leuphana Universität ernannt. Zu ihren Leistungen gehört auch die Planung und Realisierung des Universitätsarchivs. Mit einer eigenen Stiftung förderte sie ab dem Jahr 2000 den wissenschaftlichen Nachwuchs durch Stipendien. Die Fakultät Nachhaltigkeit begeht jährlich den Ingeborg-Maschmann-Tag.
Ihre letzte Ruhestätte fand Ingeborg Maschmann auf dem Berliner Friedhof Heerstraße (Abt. I UR-16).

## Schriften
- Hamburg – Jena – Lüneburg: 1921 bis 1950. Meine pädagogische Lebensreise im „Zeitalter der Extreme“. BoD, Norderstedt 2010, ISBN 978-3839155578
- mit Jürgen Oelkers (Hrsg.): Peter Petersen. Beiträge zur Schulpädagogik und Erziehungsphilosophie. Dieck, Heinsberg 1985
- Projektstudium: Perspektiven für eine künftige Hochschullehre. Berlin 2003, ISBN 978-3830503699
- Als Westdeutsche an der Friedrich-Schiller-Universität. Ein persönlicher Beitrag zur Geschichte der Pädagogik an der Jenaer Universität. In: Tobias Kaiser, Heinz Mestrup (Hg.): Politische Verfolgung an der Friedrich-Schiller-Universität Jena von 1945 bis 1989. Metropol, Berlin 2012, S. 233–244, ISBN 978-3-86331-047-9

## Belege
1. ↑  Traueranzeige Ingeborg Maschmann. In: trauer-lueneburg.de. Abgerufen am 19. Juni 2023.
2. ↑  Ingeborg Maschmann 95. Geburtstag. 2016, abgerufen am 9. Juli 2022.

| Personendaten    | Personendaten           |
| ---------------- | ----------------------- |
| NAME             | Maschmann, Ingeborg     |
| KURZBESCHREIBUNG | deutsche Schulpädagogin |
| GEBURTSDATUM     | 9. März 1921            |
| GEBURTSORT       | Hamburg                 |
| STERBEDATUM      | 2. Januar 2023          |
| STERBEORT        | Lüneburg                |